# Lijst van Bahreinse autosnelwegen

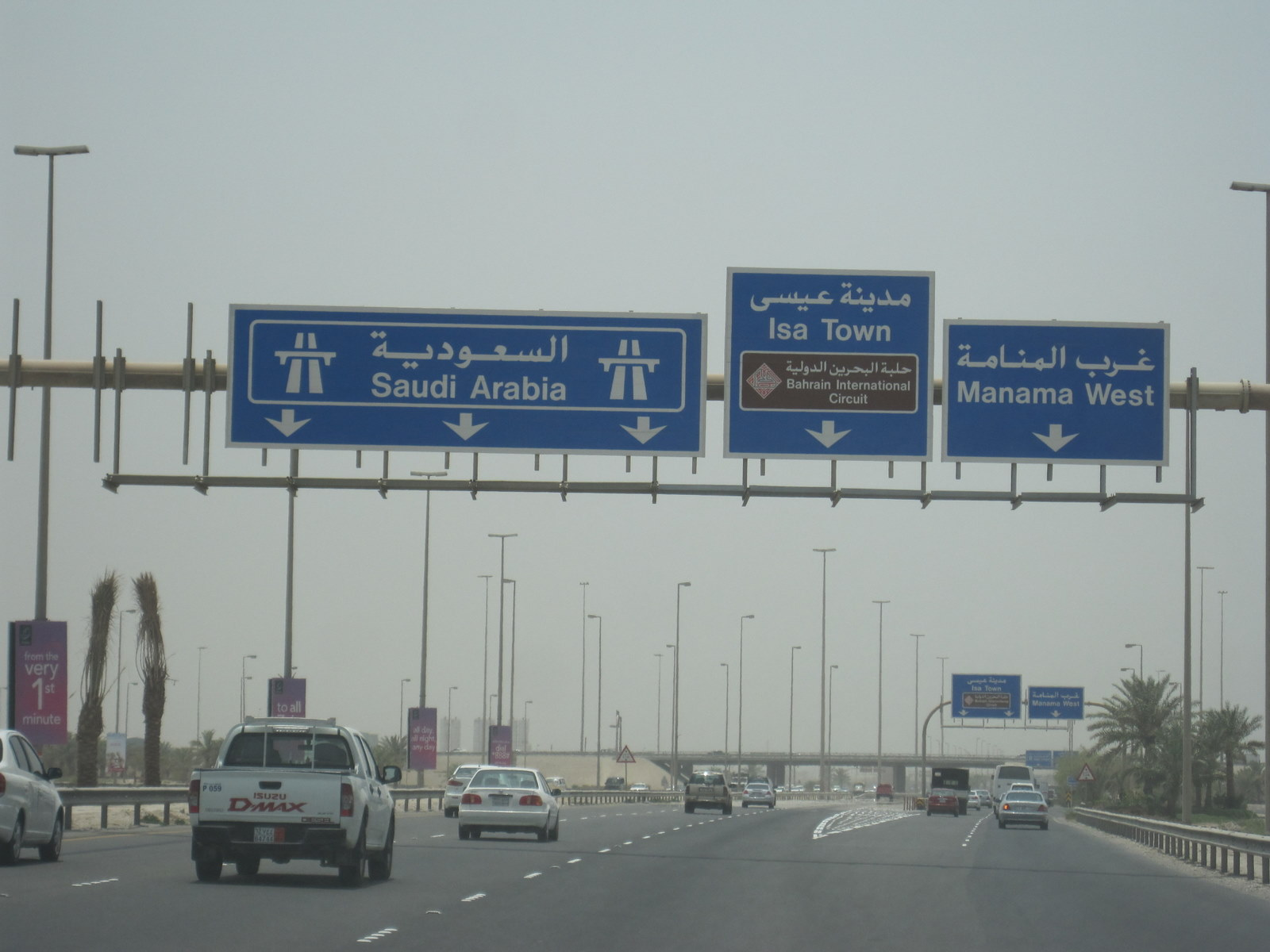
Bahreinse autosnelweg

Hieronder volgt een lijst van autosnelwegen in Bahrein. De autosnelwegen in Bahrein zijn blauw-wit bewegwijzerd. Verschillende snelwegen maken deel uit van het Internationaal wegennetwerk van de Arabische Mashreq. Onderstaande lijst bevat de hoofdwegen die zijn omgebouwd tot autosnelwegstandaard.
| Nummer of naam                    | Route                                                                 |
| --------------------------------- | --------------------------------------------------------------------- |
| Sheikh Khalifa Bin Salman Highway | Manama - rest van het eiland (9 kilometer)                            |
| Sheikh Isa Bin Salman Highway     | grens met Saoedi-Arabië (Koning Fahddijk/M80) - Manama (29 kilometer) |
| Eastern Arterial                  | Manama - Zallaq (14 kilometer)                                        |
| King Hamad Highway                | Askar - Durrat Al Bahrain (28 kilometer)                              |